# (36727) 2000 RV46
2000 RV46 (asteroide 36727) é um asteroide da cintura principal. Possui uma excentricidade de 0.13959170 e uma inclinação de 13.33319º.
Este asteroide foi descoberto no dia 3 de setembro de 2000 por LINEAR em Socorro.